# Championnat d'Europe masculin de volley-ball 2015
Navigation
Danemark / Pologne 2013 Pologne 2017
Le 29e Championnat d'Europe masculin de volley-ball a lieu à Sofia, Varna (Bulgarie) , Turin et Busto Arsizio (Italie) du 9 au 18 octobre 2015.

## Sites des compétitions
Le tournoi se déroulera en Bulgarie et en Italie dans 4 salles.
|                                                                                       |                                                                                 |                                                                                                |                                                                                     |
|                                                                                       |                                                                                 |                                                                                                |                                                                                     |
| Arena Armeec Sofia Ville : Sofia, Bulgarie Capacité : 12 373 Année d'ouverture : 2011 | Torino Palavela Ville : Turin, Italie Capacité : 8 300 Année d'ouverture : 1961 | Palace of Culture and Sports Ville : Varna, Bulgaria Capacité : 5 500 Année d'ouverture : 1968 | PalaYamamay Ville : Busto Arsizio, Italie Capacité : 5 000 Année d'ouverture : 1975 |

## Équipes présentes
Au 23 mai 2014, sept équipes sont qualifiées.
| - Bulgarie (organisateur, également 4e du championnat d'Europe 2013) - Italie (organisateur, également 2e du championnat d'Europe 2013) - Russie (vainqueur du championnat d'Europe 2013) - Serbie (3e du championnat d'Europe 2013) - France (5e du championnat d'Europe 2013) - Allemagne (6e du championnat d'Europe 2013) - Belgique (7e du championnat d'Europe 2013) - Pologne (1er Poule A TQCE) |  | - Finlande (1er Poule B TQCE) - Slovaquie (1er Poule C TQCE) - Tchéquie (1er Poule D TQCE) - Croatie (1er Poule E TQCE) - Biélorussie (1er Poule F TQCE) - Slovénie (Barrage entre 2e poule A et B TQCE) - Estonie (Barrage entre 2e poule C et F TQCE) - Pays-Bas (Barrage entre 2e poule D et E TQCE) |

## Déroulement de la compétition
- Tour préliminaire[1] :
  - les 16 équipes participantes sont réparties en 4 groupes. Chaque équipe rencontre les 3 autres de sa poule. Le premier de la poule est directement qualifié pour les quarts de finale, le second et le troisième doivent passer par un match de barrage contre une équipe d'une autre poule.
- Matchs de barrages :
  - Les deuxièmes des 4 groupes rencontrent les troisièmes d'un autre groupes suivant cette formule :

B1 = 2e groupe A - 3e groupe  C

B2 = 2e groupe B - 3e groupe  D

B3 = 2e groupe C - 3e groupe  A

B4 = 2e groupe D - 3e groupe  B

Les équipes éliminées en barrages sont classées 9,10,11,12 en tenant compte des résultats du tour préliminaire et des barrages.
- Phase finale :
  - Les quarts de finale suivent cette formule :

1er groupe A - B3

1er groupe B - B4

1er groupe C - B1

1er groupe D - B2

Les équipes éliminées en quart sont classées 5,6,7,8 en tenant compte des résultats du tour préliminaire et des quarts de finale.

## Tour préliminaire

### Composition des groupes
| Poule A                                           | Poule B                                    | Poule C                                            | Poule D                                               |
| ------------------------------------------------- | ------------------------------------------ | -------------------------------------------------- | ----------------------------------------------------- |
| Site : Sofia Bulgarie Allemagne Tchéquie Pays-Bas | Site : Turin Italie France Croatie Estonie | Site : Varna Pologne Belgique Biélorussie Slovénie | Site : Busto Arsizio Russie Serbie Slovaquie Finlande |

### Système de qualification
1. Nombre de matchs gagnés
2. Nombre de points
3. Ratio des sets
4. Ratio des points
5. Résultat du match des équipes à égalité

Match gagné 3–0 ou 3–1 : 3 points pour le vainqueur, 0 point pour le perdant

Match gagné 3–2 : 2 points pour le vainqueur, 1 point pour le perdant
- Les horaires des matchs en Bulgarie sont en Eastern European Summer Time (UTC+03:00). Les horaires des matchs en Italie sont en Central European Summer Time (UTC+02:00).

|  | Qualifié pour les Quarts de finale |
|  | Qualifié pour les Barrages         |

### Poule A
| # | Équipe    | Pts | J | G | Gt | Pt | P | Sp | Sc | Ratio | Pp  | Pc  | Ratio |
| 1 | Bulgarie  | 7   | 3 | 1 | 2  | 0  | 0 | 9  | 4  | 2.25  | 292 | 273 | 1.07  |
| 2 | Pays-Bas  | 6   | 3 | 1 | 1  | 1  | 0 | 8  | 6  | 1.333 | 317 | 305 | 1.039 |
| 3 | Allemagne | 4   | 3 | 1 | 0  | 1  | 1 | 5  | 6  | 0.833 | 239 | 223 | 1.072 |
| 4 | Tchéquie  | 1   | 3 | 0 | 0  | 1  | 2 | 3  | 9  | 0.333 | 223 | 270 | 0.826 |

### Poule B
| # | Équipe  | Pts | J | G | Gt | Pt | P | Sp | Sc | Ratio | Pp  | Pc  | Ratio |
| 1 | France  | 8   | 3 | 2 | 1  | 0  | 0 | 9  | 3  | 3     | 282 | 237 | 1.19  |
| 2 | Italie  | 7   | 3 | 2 | 0  | 1  | 0 | 8  | 3  | 2.667 | 250 | 229 | 1.092 |
| 3 | Estonie | 3   | 3 | 1 | 0  | 0  | 2 | 4  | 6  | 0.667 | 211 | 220 | 0.959 |
| 4 | Croatie | 0   | 3 | 0 | 0  | 0  | 3 | 0  | 9  | 0     | 169 | 226 | 0.748 |

### Poule C
| # | Équipe      | Pts | J | G | Gt | Pt | P | Sp | Sc | Ratio | Pp  | Pc  | Ratio |
| 1 | Pologne     | 9   | 3 | 3 | 0  | 0  | 0 | 9  | 1  | 9     | 260 | 200 | 1.3   |
| 2 | Belgique    | 6   | 3 | 2 | 0  | 0  | 1 | 6  | 4  | 1.5   | 232 | 232 | 1     |
| 3 | Slovénie    | 3   | 3 | 1 | 0  | 0  | 2 | 5  | 6  | 0.833 | 266 | 252 | 1.056 |
| 4 | Biélorussie | 0   | 3 | 0 | 0  | 0  | 3 | 0  | 9  | 0     | 151 | 225 | 0.671 |

### Poule D
| # | Équipe    | Pts | J | G | Gt | Pt | P | Sp | Sc | Ratio | Pp  | Pc  | Ratio |
| 1 | Russie    | 9   | 3 | 3 | 0  | 0  | 0 | 9  | 1  | 9     | 246 | 187 | 1.316 |
| 2 | Serbie    | 5   | 3 | 1 | 1  | 0  | 1 | 7  | 5  | 1.4   | 277 | 261 | 1.061 |
| 3 | Finlande  | 3   | 3 | 1 | 0  | 0  | 2 | 3  | 6  | 0.5   | 193 | 218 | 0.885 |
| 4 | Slovaquie | 1   | 3 | 0 | 0  | 1  | 2 | 2  | 9  | 0.222 | 217 | 267 | 0.813 |

## Phase finale
|  | Barrages                      | Barrages                      |                               |                               | Quarts de finale      | Quarts de finale      |   |  | Demi-finales          | Demi-finales          |  |  | Finale                | Finale                |
|  | ----------------------------- | ----------------------------- | ----------------------------- | ----------------------------- | --------------------- | --------------------- | - |  | --------------------- | --------------------- |  |  | --------------------- | --------------------- |
|  |                               |                               |                               |                               |                       |                       |   |  |                       |                       |  |  |                       |                       |
|  |                               |                               |                               |                               | 14.10.15 20:45, Sofia | 14.10.15 20:45, Sofia |   |  | 17.10.15 20:45, Sofia | 17.10.15 20:45, Sofia |  |  | 18.10.15 20:45, Sofia | 18.10.15 20:45, Sofia |
|  |                               |                               |                               |                               | 14.10.15 20:45, Sofia | 14.10.15 20:45, Sofia |   |  | 17.10.15 20:45, Sofia | 17.10.15 20:45, Sofia |  |  | 18.10.15 20:45, Sofia | 18.10.15 20:45, Sofia |
|  |                               |                               |                               |                               | 14.10.15 20:45, Sofia | 14.10.15 20:45, Sofia |   |  | 17.10.15 20:45, Sofia | 17.10.15 20:45, Sofia |  |  | 18.10.15 20:45, Sofia | 18.10.15 20:45, Sofia |
|  |                               |                               |                               |                               | 14.10.15 20:45, Sofia | 14.10.15 20:45, Sofia |   |  | 17.10.15 20:45, Sofia | 17.10.15 20:45, Sofia |  |  | 18.10.15 20:45, Sofia | 18.10.15 20:45, Sofia |
|  |                               |                               |                               |                               | 14.10.15 20:45, Sofia | 14.10.15 20:45, Sofia |   |  | 17.10.15 20:45, Sofia | 17.10.15 20:45, Sofia |  |  | 18.10.15 20:45, Sofia | 18.10.15 20:45, Sofia |
|  |                               | Bulgarie                      | 3                             |                               |                       |                       |   |  | 17.10.15 20:45, Sofia | 17.10.15 20:45, Sofia |  |  | 18.10.15 20:45, Sofia | 18.10.15 20:45, Sofia |
|  | 13.10.15 20:30, Sofia         | Bulgarie                      | 3                             |                               |                       |                       |   |  | 17.10.15 20:45, Sofia | 17.10.15 20:45, Sofia |  |  | 18.10.15 20:45, Sofia | 18.10.15 20:45, Sofia |
|  |                               | Allemagne                     | 0                             |                               |                       |                       |   |  | 17.10.15 20:45, Sofia | 17.10.15 20:45, Sofia |  |  | 18.10.15 20:45, Sofia | 18.10.15 20:45, Sofia |
|  | Belgique                      | Allemagne                     | 0                             | 0                             |                       |                       |   |  | 17.10.15 20:45, Sofia | 17.10.15 20:45, Sofia |  |  | 18.10.15 20:45, Sofia | 18.10.15 20:45, Sofia |
|  | Belgique                      | 14.10.15 17:30, Busto Arsizio |                               | 0                             |                       |                       |   |  | 17.10.15 20:45, Sofia | 17.10.15 20:45, Sofia |  |  | 18.10.15 20:45, Sofia | 18.10.15 20:45, Sofia |
|  | Allemagne                     | 3                             |                               |                               |                       |                       |   |  | 17.10.15 20:45, Sofia | 17.10.15 20:45, Sofia |  |  | 18.10.15 20:45, Sofia | 18.10.15 20:45, Sofia |
|  | Allemagne                     | 3                             |                               | Bulgarie                      | 2                     |                       |   |  |                       |                       |  |  | 18.10.15 20:45, Sofia | 18.10.15 20:45, Sofia |
|  |                               |                               |                               | Bulgarie                      | 2                     |                       |   |  |                       |                       |  |  | 18.10.15 20:45, Sofia | 18.10.15 20:45, Sofia |
|  |                               |                               | France                        | 3                             |                       |                       |   |  |                       |                       |  |  | 18.10.15 20:45, Sofia | 18.10.15 20:45, Sofia |
|  |                               |                               | France                        | 3                             |                       |                       |   |  |                       |                       |  |  | 18.10.15 20:45, Sofia | 18.10.15 20:45, Sofia |
|  | 17.10.15 17:45, Sofia         |                               |                               |                               |                       |                       |   |  |                       |                       |  |  | 18.10.15 20:45, Sofia | 18.10.15 20:45, Sofia |
|  |                               |                               |                               |                               |                       |                       |   |  |                       |                       |  |  | 18.10.15 20:45, Sofia | 18.10.15 20:45, Sofia |
|  |                               | France                        | 3                             |                               |                       |                       |   |  |                       |                       |  |  | 18.10.15 20:45, Sofia | 18.10.15 20:45, Sofia |
|  | 13.10.15 17:30, Busto Arsizio | France                        | 3                             |                               |                       |                       |   |  |                       |                       |  |  | 18.10.15 20:45, Sofia | 18.10.15 20:45, Sofia |
|  |                               | Serbie                        | 1                             |                               |                       |                       |   |  |                       |                       |  |  | 18.10.15 20:45, Sofia | 18.10.15 20:45, Sofia |
|  | Serbie                        | Serbie                        | 1                             | 3                             |                       |                       |   |  |                       |                       |  |  | 18.10.15 20:45, Sofia | 18.10.15 20:45, Sofia |
|  | Serbie                        | 14.10.15 17:45, Sofia         |                               | 3                             |                       |                       |   |  |                       |                       |  |  | 18.10.15 20:45, Sofia | 18.10.15 20:45, Sofia |
|  | Estonie                       | 2                             |                               |                               |                       |                       |   |  |                       |                       |  |  | 18.10.15 20:45, Sofia | 18.10.15 20:45, Sofia |
|  | Estonie                       | 2                             |                               | France                        | 3                     |                       |   |  |                       |                       |  |  |                       |                       |
|  |                               |                               |                               | France                        | 3                     |                       |   |  |                       |                       |  |  |                       |                       |
|  |                               | Slovénie                      | 0                             |                               |                       |                       |   |  |                       |                       |  |  |                       |                       |
|  |                               | Slovénie                      | 0                             |                               |                       |                       |   |  |                       |                       |  |  |                       |                       |
|  |                               |                               |                               |                               |                       |                       |   |  |                       |                       |  |  |                       |                       |
|  |                               |                               |                               |                               |                       |                       |   |  |                       |                       |  |  |                       |                       |
|  | Pologne                       | 2                             |                               |                               |                       |                       |   |  |                       |                       |  |  |                       |                       |
|  | Pologne                       | 2                             | 13.10.15 17:30, Sofia         |                               |                       |                       |   |  |                       |                       |  |  |                       |                       |
|  |                               | Slovénie                      | 3                             |                               |                       |                       |   |  |                       |                       |  |  |                       |                       |
|  | Pays-Bas                      | Slovénie                      | 3                             | 0                             |                       |                       |   |  |                       |                       |  |  |                       |                       |
|  | Pays-Bas                      | 14.10.15 20:30, Busto Arsizio |                               | 0                             |                       |                       |   |  |                       |                       |  |  |                       |                       |
|  | Slovénie                      | 3                             |                               |                               |                       |                       |   |  |                       |                       |  |  |                       |                       |
|  | Slovénie                      | 3                             |                               | Slovénie                      | 3                     |                       |   |  |                       |                       |  |  |                       |                       |
|  |                               |                               |                               | Slovénie                      | 3                     |                       |   |  |                       |                       |  |  |                       |                       |
|  |                               | Italie                        | 1                             |                               |                       |                       |   |  |                       |                       |  |  |                       |                       |
|  |                               | Italie                        | 1                             |                               |                       |                       |   |  |                       |                       |  |  |                       |                       |
|  |                               |                               |                               |                               |                       |                       |   |  |                       |                       |  |  |                       |                       |
|  |                               |                               | Match pour la 3e place        |                               |                       |                       |   |  |                       |                       |  |  |                       |                       |
|  | Russie                        | 0                             |                               |                               |                       |                       |   |  |                       |                       |  |  |                       |                       |
|  | Russie                        | 0                             | 13.10.15 20:30, Busto Arsizio | 13.10.15 20:30, Busto Arsizio | 18.10.15 17:30, Sofia | 18.10.15 17:30, Sofia |   |  |                       |                       |  |  |                       |                       |
|  |                               | Italie                        | 13.10.15 20:30, Busto Arsizio | 13.10.15 20:30, Busto Arsizio | 18.10.15 17:30, Sofia | 18.10.15 17:30, Sofia | 3 |  |                       |                       |  |  |                       |                       |
|  | Italie                        | Italie                        | 3                             | Bulgarie                      | 1                     |                       | 3 |  |                       |                       |  |  |                       |                       |
|  | Italie                        |                               |                               |                               | 1                     |                       |   |  |                       |                       |  |  |                       |                       |
|  | Finlande                      | 0                             |                               |                               | Italie                | 3                     |   |  |                       |                       |  |  |                       |                       |
|  | Finlande                      | 0                             |                               |                               | Italie                | 3                     |   |  |                       |                       |  |  |                       |                       |

### Barrages
| Date           | Lieu          | Match                | Résultat | Sets  | Sets  | Sets  | Sets  | Sets  | Total Points | Rapport |
| Date           | Lieu          | Match                | Résultat | 1     | 2     | 3     | 4     | 5     | Total Points | Rapport |
| -------------- | ------------- | -------------------- | -------- | ----- | ----- | ----- | ----- | ----- | ------------ | ------- |
| 13.10.15 20:30 | Sofia         | Belgique - Allemagne | 0 - 3    | 16-25 | 29-31 | 17-25 | -     | -     | 62-81        | Rapport |
| 13.10.15 17:30 | Busto Arsizio | Serbie - Estonie     | 3 - 2    | 21-25 | 14-25 | 25-8  | 25-22 | 15-13 | 100-93       | Rapport |
| 13.10.15 17:30 | Sofia         | Pays-Bas - Slovénie  | 0 - 3    | 16-25 | 19-25 | 22-25 | -     | -     | 57-75        | Rapport |
| 13.10.15 20:30 | Busto Arsizio | Italie - Finlande    | 3 - 0    | 25-19 | 25-16 | 25-22 | -     | -     | 75-57        | Rapport |

### Quarts de finale
| Date           | Lieu          | Match                | Résultat | Sets  | Sets  | Sets  | Sets  | Sets  | Total Points | Rapport |
| Date           | Lieu          | Match                | Résultat | 1     | 2     | 3     | 4     | 5     | Total Points | Rapport |
| -------------- | ------------- | -------------------- | -------- | ----- | ----- | ----- | ----- | ----- | ------------ | ------- |
| 14.10.15 20:45 | Sofia         | Bulgarie - Allemagne | 3 - 0    | 25-19 | 25-23 | 25-23 | -     | -     | 75-65        | Rapport |
| 14.10.15 17:30 | Busto Arsizio | France - Serbie      | 3 - 1    | 25-22 | 25-23 | 14-25 | 25-20 | -     | 89-90        | Rapport |
| 14.10.15 20:30 | Sofia         | Pologne - Slovénie   | 2 - 3    | 17-25 | 19-25 | 25-23 | 25-19 | 14-16 | 100-108      | Rapport |
| 14.10.15 17:45 | Busto Arsizio | Russie - Italie      | 0 - 3    | 20-25 | 20-25 | 19-25 | -     | -     | 59-75        | Rapport |

### Demi-finale
| Date           | Lieu  | Match             | Résultat | Sets  | Sets  | Sets  | Sets  | Sets  | Total Points | Rapport |
| Date           | Lieu  | Match             | Résultat | 1     | 2     | 3     | 4     | 5     | Total Points | Rapport |
| -------------- | ----- | ----------------- | -------- | ----- | ----- | ----- | ----- | ----- | ------------ | ------- |
| 17.10.15 20:45 | Sofia | Bulgarie - France | 2 - 3    | 25-18 | 25-22 | 24-26 | 21-25 | 12-15 | 107-106      | Rapport |
| 17.10.15 17:30 | Sofia | Slovénie - Italie | 3 - 1    | 25-13 | 23-25 | 25-20 | 25-20 | -     | 98-78        | Rapport |

### Troisième place
| Date           | Lieu  | Match             | Résultat | Sets  | Sets  | Sets  | Sets  | Sets | Total Points | Rapport |
| Date           | Lieu  | Match             | Résultat | 1     | 2     | 3     | 4     | 5    | Total Points | Rapport |
| -------------- | ----- | ----------------- | -------- | ----- | ----- | ----- | ----- | ---- | ------------ | ------- |
| 18.10.15 17:30 | Sofia | Bulgarie - Italie | 1 - 3    | 20-25 | 14-25 | 25-23 | 20-25 | -    | 79-98        | Rapport |

### Finale
| Date           | Lieu  | Match             | Résultat | Sets  | Sets  | Sets  | Sets | Sets | Total Points | Rapport |
| Date           | Lieu  | Match             | Résultat | 1     | 2     | 3     | 4    | 5    | Total Points | Rapport |
| -------------- | ----- | ----------------- | -------- | ----- | ----- | ----- | ---- | ---- | ------------ | ------- |
| 18.10.15 20:45 | Sofia | France - Slovénie | 3 - 0    | 25-19 | 29-27 | 29-27 | -    | -    | 83-73        | Rapport |

## Classement final
Les six premières équipes au classement sont qualifiées d'office pour le Championnat d'Europe 2017.
| Place              | Équipe      |
| ------------------ | ----------- |
| Médaille d'or      | France      |
| Médaille d'argent  | Slovénie    |
| Médaille de bronze | Italie      |
| 4                  | Bulgarie    |
| 5                  | Pologne     |
| 6                  | Russie      |
| 7                  | Serbie      |
| 8                  | Allemagne   |
| 9                  | Pays-Bas    |
| 10                 | Belgique    |
| 11                 | Estonie     |
| 12                 | Finlande    |
| 13                 | Tchéquie    |
| 14                 | Slovaquie   |
| 15                 | Croatie     |
| 16                 | Biélorussie |

## Distinctions individuelles
- MVP :  Antonin Rouzier
- Meilleur marqueur :  Antonin Rouzier (119 points)
- Meilleur passeur :  Simone Giannelli
- Meilleur attaquant :  Tine Urnaut
- Deuxième meilleur attaquant :  Earvin N'Gapeth
- Meilleur central :  Teodor Todorov
- Deuxième meilleur central :  Viktor Yosifov
- Meilleur pointu :  Ivan Zaytsev
- Meilleur libéro :  Jenia Grebennikov
- Joueur le plus fair-play :  Vladimir Nikolov